# بويجو فيليجكوف
بويجو بتروف فيليجكوف (بالبلغارية: Бойчо Петров Величков)‏، من مواليد 13 أغسطس 1958) لاعب كرة قدم بلغاري سابق.
لعب للمنتخب البلغاري 45 مباراة وسجل 23 هدفا، ولعب أيضا في كأس العالم عام 1986.

## روابط خارجية
- بويجو فيليجكوف على موقع الاتحاد الأوربي (الإنجليزية)
- بويجو فيليجكوف على موقع قاعدة بيانات كرة القدم.إي يو (الإنجليزية)
- بويجو فيليجكوف على موقع ناشيونال فوتبول تيمز (الإنجليزية)